# 松井太久郎
松井 太久郎（まつい たくろう、1887年（明治20年）12月3日 - 1969年（昭和44年）6月10日）は、日本陸軍の軍人。陸士22期、陸大29期。最終階級は陸軍中将。

## 経歴
福岡県出身。農業・松井勘太郎の三男として生れる。東筑中学校を経て、1910年5月、陸軍士官学校（22期）を卒業し、同年12月、歩兵少尉に任官、歩兵第14連隊付となる。1917年11月、陸軍大学校（29期）を卒業。
以後、1918年8月、第12師団副官としてシベリア出兵に参加。参謀本部員（支那課）、関東軍司令部附、浦塩派遣軍参謀、朝鮮軍司令部付（ウラジオストク駐在）、朝鮮軍参謀、欧州出張、陸軍省新聞班、関東軍参謀、陸軍技術本部付、近衛歩兵第2連隊付、大阪連隊区司令官、独立歩兵第12連隊長、支那駐屯軍司令部附（北平特務機関長）、北支那方面軍司令部附、関東軍司令部附（張家口特務機関長）などを歴任し、1937年11月、陸軍少将に進級。
駐蒙兵団司令部付、近衛歩兵第1旅団長、関東軍司令部付（満州国軍最高軍事顧問）などを経て、1940年8月、陸軍中将となった。同年10月、第5師団長に親補され、北部仏印進駐を担当。太平洋戦争では南方に派遣され、マレー作戦・シンガポール攻略に従軍した。さらに、支那派遣軍総司令部付（汪政府最高軍事顧問）、支那派遣軍総参謀長、第13軍司令官を勤め、上海で終戦を迎えた。1946年7月、復員。マレー、シンガポール占領時、日本軍将兵による多数の華僑虐殺事件が起き、このため戦後、多数の現場責任者や実行者らが戦犯に問われ、またマレーシア、シンガポール両国との賠償問題を引き起こしたものの、彼自身は戦犯に問われることはなかった。

## 年譜
- 1908年（明治41年）12月 - 陸軍士官学校入校
- 1910年（明治43年）
  - 5月28日 - 陸軍士官学校卒業（第22期）
  - 12月26日 - 陸軍歩兵少尉
- 1913年（大正2年）12月9日 - 中尉
- 1914年（大正3年）12月12日 - 陸軍大学校入校
- 1917年（大正6年）11月27日 - 陸軍大学校卒業（第29期）
- 1919年（大正8年）4月 - 参謀本部附
- 1920年（大正9年）2月13日 - 陸軍大尉・参謀本部支那課員
- 1921年（大正10年）11月 - 関東軍司令部附
- 1922年（大正11年）
  - 2月 - 参謀本部員
  - 6月 - 浦塩派遣軍参謀
  - 10月 - 朝鮮軍司令部附
- 1924年（大正13年）6月 - 参謀本部附
- 1925年（大正14年）
  - 1月 - 参謀本部員
  - 5月1日 - 朝鮮軍参謀[1]
  - 8月7日 - 陸軍少佐
- 1927年（昭和2年）7月26日 - 参謀本部員[2]
- 1929年（昭和4年）8月1日 - 陸軍中佐
- 1930年（昭和5年）8月1日 - 陸軍技術本部附[3]
- 1931年（昭和6年）
  - 9月 - 関東軍司令部附
  - 10月5日 - 関東軍第4課長
- 1932年（昭和7年）
  - 2月17日 - 陸軍技術本部附
  - 4月11日 - 近衛歩兵第2連隊附
- 1933年（昭和8年）8月1日 - 陸軍歩兵大佐・大阪連隊区司令官
- 1935年（昭和10年）
  - 1月21日 - 独立歩兵第12連隊長
  - 1月22日 - 第4師団司令部附[4]
- 1936年（昭和11年）12月3日 - 支那駐屯軍司令部附（北平特務機関長）
- 1937年（昭和12年）
  - 8月31日 - 北支那方面軍司令部附
  - 9月14日 - 関東軍司令部附（張家口特務機関長）
  - 11月1日 - 陸軍少将
- 1938年（昭和13年）6月10日 - 近衛歩兵第1旅団長
- 1939年（昭和14年）8月1日 - 関東軍司令部附（満洲国最高軍事顧問）
- 1940年（昭和15年）
  - 8月1日 - 陸軍中将
  - 10月15日 - 第5師団長
- 1942年（昭和17年）5月11日 - 支那派遣軍総司令部附（南京政府最高軍事顧問）
- 1943年（昭和18年）3月18日 - 支那派遣軍総参謀長
- 1945年（昭和20年）2月1日 - 第13軍司令官
- 1942年、シンガポールにて1946年（昭和21年）7月 - 復員

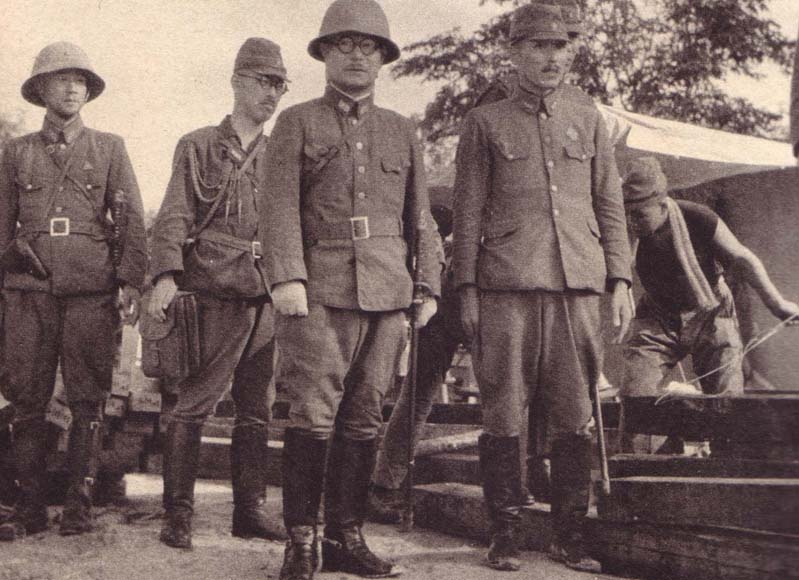
1942年、シンガポールにて

- 1948年（昭和23年）1月31日 - 公職追放の仮指定を受ける[5]

## 栄典
位階
- 1911年（明治44年）3月10日 - 正八位[6]
- 1914年（大正3年）2月10日 - 従七位[7]
- 1919年（大正8年）3月20日 - 正七位[8]
- 1924年（大正13年）5月15日 - 従六位[9]
- 1937年（昭和12年）12月1日 - 正五位[10]

外国勲章佩用允許
- 1943年（昭和18年）7月14日 - 中華民国：特級同光勲章[11]

## 親族
- 妻 松井幸子：高橋直武（陸軍少将）の娘。